# Обреж (Варварин)
Обреж је насеље у Србији у општини Варварин у Расинском округу. Према попису из 2022. било је 2297 становника (према попису из 1991. било је 3978 становника).
Овде се налази ОШ „Мирко Томић” Обреж.

## Историја
До Другог српског устанка Обреж се налазио у саставу Османског царства. Након Другог српског устанка Обреж улази у састав Кнежевине Србије и административно је припадао Јагодинској нахији и Темнићској кнежини све до 1834. године када је Србија подељена на сердарства. У том периоду у Обрежу је постојала скела која је уједно и била гранични прелаз са Османским царством. Власник скеле је био Милета Радојковић, и ова скела је била најпрометнија у Јагодинској нахији.

### Порекло становништва
Према пореклу ондашње становништво Обрежа из 1905. године може се овако распоредити:
- Староседеоца има 3 породице са 85 куће.
- Косовско-метохијских досељеника има 5 породице са 117 куће.
- Из околине има 4 породице са 63 куће.
- Из Старе Србије има 3 породице са 52 куће.
- Породице непознатог порекла има 3 породице са 50 куће.
- Из околине Ниша има 3 породице са 26 куће.
- Црногорских досељеника има 1 породица са 20 куће.
- Из околине Врања има 2 породице са 17 куће.
- Из Топлице има 2 породице са 13 куће.
- Из околине Лесковца има 2 породице са 12 куће.
- Из околине Зајечара има 1 породица са 6 куће. (подаци датирају из 1905. године)[2]

## Демографија
У насељу Обреж живи 2635 пунолетних становника, а просечна старост становништва износи 43,1 година (41,8 код мушкараца и 44,4 код жена). У насељу има 1041 домаћинство, а просечан број чланова по домаћинству је 3,09.
Ово насеље је великим делом насељено Србима (према попису из 2002. године), а у последња три пописа, примећен је пад у броју становника.
|  |

| Демографија | Демографија | Демографија |
| Година      | Становника  | Становника  |
| ----------- | ----------- | ----------- |
| 1948.       | 3.764       |             |
| 1953.       | 4.020       |             |
| 1961.       | 4.190       |             |
| 1971.       | 4.228       |             |
| 1981.       | 4.221       |             |
| 1991.       | 3.978       | 3.512       |
| 2002.       | 3.221       | 3.879       |

| Етнички састав према попису из 2002.‍ | Етнички састав према попису из 2002.‍ | Етнички састав према попису из 2002.‍ | Етнички састав према попису из 2002.‍ | Етнички састав према попису из 2002.‍ |
| ------------------------------------ | ------------------------------------ | ------------------------------------ | ------------------------------------ | ------------------------------------ |
|                                      |                                      |                                      |                                      |                                      |
| Срби                                 | Срби                                 |                                      | 3.195                                | 99,19%                               |
| Црногорци                            | Црногорци                            |                                      | 3                                    | 0,09%                                |
| Југословени                          | Југословени                          |                                      | 2                                    | 0,06%                                |
| Македонци                            | Македонци                            |                                      | 1                                    | 0,03%                                |
| Бугари                               | Бугари                               |                                      | 1                                    | 0,03%                                |
| непознато                            | непознато                            |                                      | 14                                   | 0,43%                                |

| Обреж у пописима Јагодинске нахије — од 1818. до 1829.                            |       |       |       |       |       |       |          |       |       |       |       |       |
| Година пописа                                                                     | 1818. | 1819. | 1820. | 1821. | 1822. | 1823. | 1824/25. | 1825. | 1826. | 1827. | 1828. | 1829. |
| Куће                                                                              | 98    | 103   | 104   | 107   | 109   | 111   | 112      | 113   | 115   | 118   | 127   | 131   |
| Пореске главе*                                                                    | -     | 118   | 116   | 125   | 130   | 132   | 137      | 140   | 134   | 140   | 145   | 144   |
| Арачке главе**                                                                    | 228   | 256   | 258   | 253   | 157   | 262   | 287      | 296   | 298   | 316   | 332   | 342   |
| *Пореске главе = Ожењени мушкарци \| ** Арачке главе = Мушкарци од 7 до 70 година |       |       |       |       |       |       |          |       |       |       |       |       |

| Година пописа     | 1948. | 1953. | 1961. | 1971. | 1981. | 1991. | 2002. |
| ----------------- | ----- | ----- | ----- | ----- | ----- | ----- | ----- |
| Број домаћинстава | 749   | 805   | 911   | 980   | 995   | 1.003 | 1.041 |

| Број чланова      | 1   | 2   | 3   | 4   | 5   | 6  | 7  | 8 | 9 | 10 и више | Просек |
| ----------------- | --- | --- | --- | --- | --- | -- | -- | - | - | --------- | ------ |
| Број домаћинстава | 183 | 299 | 177 | 166 | 104 | 72 | 29 | 9 | 2 | 0         | 3,09   |

| Пол    | Укупно | Неожењен/Неудата | Ожењен/Удата | Удовац/Удовица | Разведен/Разведена | Непознато |
| ------ | ------ | ---------------- | ------------ | -------------- | ------------------ | --------- |
| Мушки  | 1.314  | 259              | 923          | 97             | 30                 | 5         |
| Женски | 1.397  | 139              | 933          | 278            | 25                 | 22        |
| УКУПНО | 2.711  | 398              | 1.856        | 375            | 55                 | 27        |

| Пол    | Укупно                    | Пољопривреда, лов и шумарство | Рибарство                            | Вађење руде и камена | Прерађивачка индустрија       |
| ------ | ------------------------- | ----------------------------- | ------------------------------------ | -------------------- | ----------------------------- |
| Мушки  | 776                       | 535                           | 0                                    | 0                    | 97                            |
| Женски | 400                       | 296                           | 0                                    | 0                    | 31                            |
| УКУПНО | 1.176                     | 831                           | 0                                    | 0                    | 128                           |
| Пол    | Производња и снабдевање   | Грађевинарство                | Трговина                             | Хотели и ресторани   | Саобраћај, складиштење и везе |
| Мушки  | 0                         | 29                            | 36                                   | 3                    | 13                            |
| Женски | 1                         | 1                             | 21                                   | 2                    | 3                             |
| УКУПНО | 1                         | 30                            | 57                                   | 5                    | 16                            |
| Пол    | Финансијско посредовање   | Некретнине                    | Државна управа и одбрана             | Образовање           | Здравствени и социјални рад   |
| Мушки  | 1                         | 1                             | 10                                   | 10                   | 6                             |
| Женски | 0                         | 7                             | 4                                    | 17                   | 6                             |
| УКУПНО | 1                         | 8                             | 14                                   | 27                   | 12                            |
| Пол    | Остале услужне активности | Приватна домаћинства          | Екстериторијалне организације и тела | Непознато            | Непознато                     |
| Мушки  | 10                        | 0                             | 0                                    | 25                   | 25                            |
| Женски | 3                         | 0                             | 0                                    | 8                    | 8                             |
| УКУПНО | 13                        | 0                             | 0                                    | 33                   | 33                            |